# Liste der Kulturdenkmale in Döllstädt

Die Liste der Kulturdenkmale in Döllstädt enthält die Kulturdenkmale, die am 29. Juni 2023 in der Denkmallisten der unteren Denkmalschutzbehörde des Landkreises Gotha zur Gemeinde Döllstädt (Stand Dezember 2012) verzeichnet waren.

## Legende
- Bild: zeigt ein Bild des Kulturdenkmals und gegebenenfalls einen Link zu weiteren Fotos des Kulturdenkmals im Medienarchiv Wikimedia Commons
- Bezeichnung: Name, Bezeichnung oder die Art des Kulturdenkmals
- Lage: Wenn vorhanden Straßenname und Hausnummer des Kulturdenkmals; Grundsortierung der Liste erfolgt nach dieser Adresse. Der Link Karte führt zu verschiedenen Kartendarstellungen und nennt die Koordinaten des Kulturdenkmals.
 Kartenansicht, um Koordinaten zu setzen – in dieser Kartenansicht sind Kulturdenkmale ohne Koordinaten mit einem roten bzw. orangen Marker dargestellt und können in der Karte gesetzt werden. Kulturdenkmale ohne Bild sind mit einem blauen bzw. roten Marker gekennzeichnet, Kulturdenkmale mit Bild mit einem grünen bzw. orangen Marker.
- Datierung: gibt das Jahr der Fertigstellung beziehungsweise das Datum der Erstnennung oder den Zeitraum der Errichtung an
- Beschreibung: bauliche und geschichtliche Einzelheiten des Kulturdenkmals, vorzugsweise die Denkmaleigenschaften
- ID: Die ID identifiziert das Kulturdenkmal eindeutig. In Thüringen sind aktuell keine IDs veröffentlicht. In der ID-Spalte kann sich auch folgendes Icon  befinden, dies führt zu Angaben zu diesem Kulturdenkmal bei Wikidata.

## Einzeldenkmale
| Bild                                    | Bezeichnung                            | Lage                        | Datierung | Beschreibung                                         | ID |
| --------------------------------------- | -------------------------------------- | --------------------------- | --------- | ---------------------------------------------------- | -- |
| BW                                      | Wohnhaus                               | Breite Straße 7 (Karte)     |           | Wohnhaus                                             |    |
| BW                                      | Alte Schule                            | Herbsleber Straße 2 (Karte) |           | Alte Schule                                          |    |
| weitere Bilder Fotos hochladen          | Evangelische Kirche St. Peter und Paul | Kirchstraße 2 (Karte)       | 1542      | Dorfkirche                                           |    |
| BW                                      | Hofanlage                              | Querstraße 6 (Karte)        |           | Hofanlage                                            |    |
| Direkt Bild zu diesem Denkmal hochladen | Pumpe                                  | Ziegenberg 16               |           | Pumpe                                                |    |
| weitere Bilder Fotos hochladen          | Gut Döllstädt                          | Unterstraße 3 (Karte)       | um 1820   |                                                      |    |
| weitere Bilder Fotos hochladen          | ehemalige Windmühle                    | L1027 (Karte)               |           | Reste einer ehemaligen Windmühle oberhalb des Dorfes |    |

## Archäologische Denkmale
| Bild                                    | Bezeichnung               | Lage          | Datierung | Beschreibung                      | ID |
| --------------------------------------- | ------------------------- | ------------- | --------- | --------------------------------- | -- |
| weitere Bilder Fotos hochladen          | ehemalige Wasserburg      | Unterstraße 3 |           | Reste einer ehemaligen Wasserburg |    |
| Direkt Bild zu diesem Denkmal hochladen | Steinkreuz Friedhofsmauer | Kirchstraße 2 |           | Steinkreuz Friedhofsmauer         |    |

## Potentielle Kulturdenkmale
Bei Wikimedia Commons gibt es Abbildungen weiterer Gebäude, an deren Erhaltung aus geschichtlichen, künstlerischen, wissenschaftlichen, technischen, volkskundlichen oder städtebaulichen Gründen sowie aus Gründen der historischen Dorfbildpflege ein möglicherweise ein öffentliches Interesse gem. § 2 ThürDSchG besteht und die daher möglicherweise bereits als Kulturdenkmale gelistet sind oder deren Aufnahme in die Denkmalliste geplant ist.

| Bild            | Bezeichnung                                          | Lage                  | Datierung | Beschreibung | ID |
| --------------- | ---------------------------------------------------- | --------------------- | --------- | --- | -- |
| Fotos hochladen | zweigeschossiges, massives Wohnhaus, Krüppelwalmdach | Unterstraße 6         | um 1900   | zweigeschossiges, massives Wohnhaus, 9 Fensterachsen, Krüppelwalmdach, Fassade mit neobarockem Stuckelementen wie Kollossalpilastern, Girlanden, Türüberdachung u.a. geschmückt. |    |
| Fotos hochladen | ehemaliges Pfarrhaus                                 | Kirchstraße 6 (Karte) | 1850      | ehemaliges Pfarrhaus, zweigeschossiger, herrschaftlicher Bau, sieben Fensterachsen in symmetrischer Anordnung, Walmdach, davor ein großer Vorgarten                              |    |
| Fotos hochladen | Lindenhof                                            | Lindenhof 9 (Karte)   |           | ehem. Gutsanlage |    |